# Leopold Wißgrill
Leopold Wißgrill (Windigsteig, 1701 circa – 1770 circa) è stato un architetto austriaco.

## Biografia
Leopold Wißgrill proveniva da una famiglia di capomastri di Sankt Pölten (Bassa Austria).  Fu allievo del capomastro del barocco Jakob Prandtauer. 
Verso il 1737 lavorò come carpentiere all'abbazia di Altenburg sotto la direzione di Joseph Munggenast. Divenuto mastro muratore, divenne poi capomastro. Ma non riuscì mai ad uscire dall'ombra di Prandtauer o di Munggenast, le cui opere in parte completò o eseguì nel suo stile.
Le sue opere comprendono numerosi edifici sacri nel Waldviertel. Egli lavorò con Paul Troger alla basilica di Santa Maria alle Tre Querce. Wißgrill visse a Horn, dove gli è stato dedicato un vicolo.

## Opere

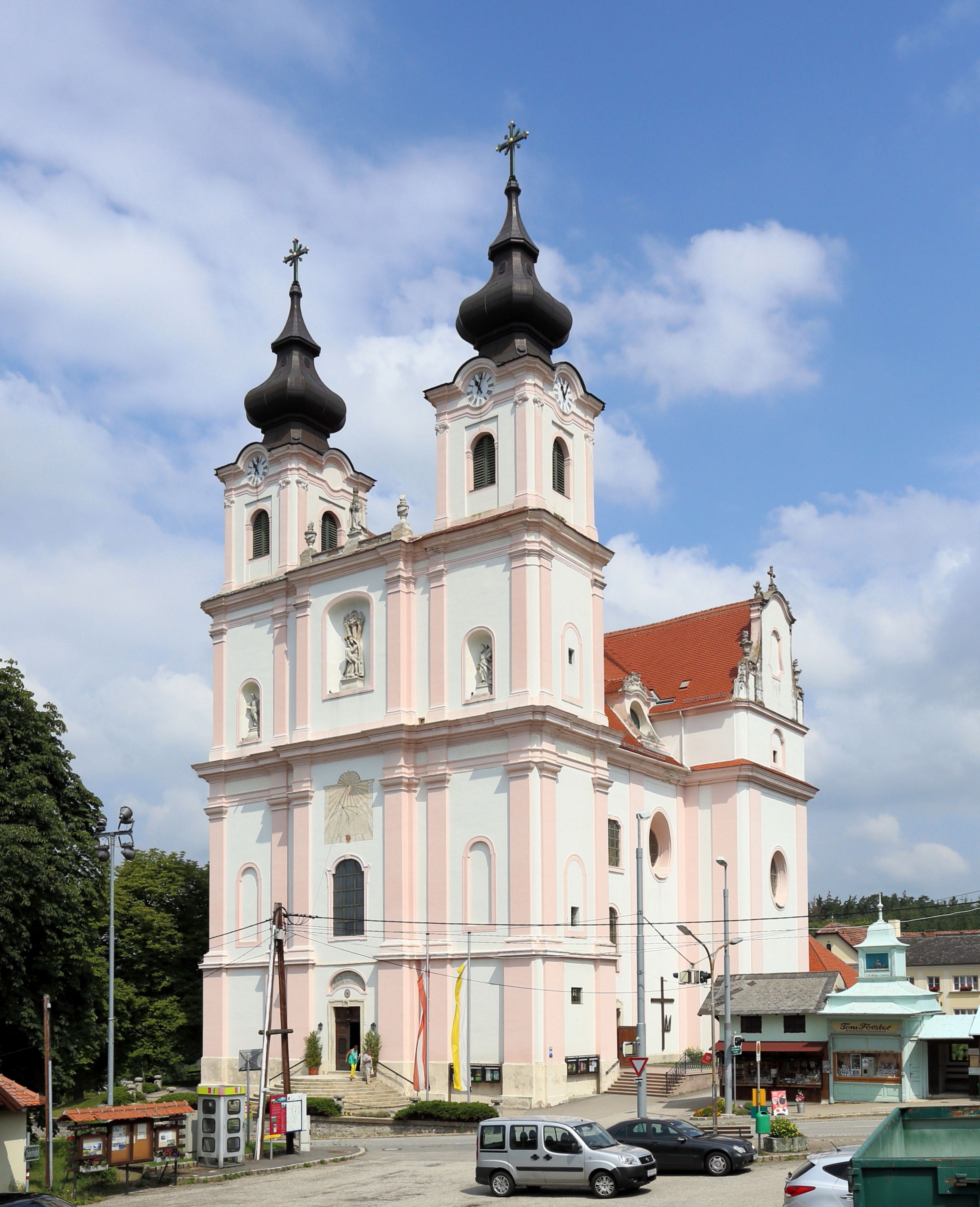
Basilica di Santa Maria alle Tre Querce

- Ricostruzione della chiesa parrocchiale di Pisching (1735–1738)
- Ristrutturazione della chiesa parrocchiale di San Pancrazio a  Reinprechtspölla con Donato Felice Aglio (verso il 1735)
- Costruzione del coro della chiesa parrocchiale di Horn
- Progetto e costruzione della chiesa parrocchiale di Straning (1737–1752)
- Progetto e costruzione della Basilica di Santa Maria alle Tre Querce (1744–1750)
- Ristrutturazione della canonica della chiesa parrocchiale di Reinprechtspölla  (1756)
- Chiesa parrocchiale di San Nicola a Röschitz (1768–1783)